# Я и Ты (Бубер)
«Я и Ты» (нем. Ich und Du) — философское произведение, самая известная книга немецко-еврейского философа Мартина Бубера, написана в духе экзистенциализма и персонализма (1923).
На английский язык книга была переведена в 1937 году.

## Содержание
Бубер рассматривает отношения между человеком и Богом и его ближними как экзистенциальные, диалогические и религиозные принципы.
Он представляет свой тезис о человеческом существовании. Вдохновлённый «Сущностью христианства» Фейербаха и «Единым» Кьеркегора, Бубер формирует предпосылку существования как встречи. Он объяснил эту философию, используя пары слов Ich-Du (диалог Я —Ты) и Ich-Es (монолог Я —Оно [моё внутренное Я]), чтобы классифицировать способы сознания, взаимодействия и бытия, через которые человек взаимодействует с другими людьми, неодушевлёнными предметами и всей реальностью в целом. В рамках теологии он ассоциировал первое с еврейским Иисусом, а второе — с апостолом Павлом (бывший Савл из Тарса, еврей). В философии эти пары слов выражают сложные идеи о способах бытия — в частности, о том, как человек существует и реализует это существование. Автор утверждает, что человек постоянно взаимодействует с миром в одном из этих режимов.
Общий мотив, который Бубер использует для описания двойственных режимов бытия, — это диалог (Ich-Du) и монолог (Ich-Es). Понятие коммуникации, особенно языковой коммуникации, используется как для описания диалога/монолога с помощью метафор, так и для выражения межличностного характера человеческого существования.